# Ashot Nadanian
Ashot Nadanian (en arménien Աշոտ Նադանյան ; 19 septembre 1972) est un joueur d'échecs, un entraîneur et un journaliste arménien.  Maître international depuis 1997, il est l'inventeur de plusieurs innovations dans les ouvertures d'échecs dont une variante de la défense Grünfeld, la variante Nadanian (1. d4 Cf6 2. c4 g6 3. Cc3 Fg7 4.cxd5 Cxd5 5. Ca4).

## Carrière
Nadanian a notamment participé à l'Olympiade d'échecs de 1996, et au tournoi zonal à Panormo (1998), où il a fini 7e, et a échoué de justesse à se qualifier pour le championnat du monde de la FIDE 1999. En 2000, il a joué dans le championnat d'Europe d'échecs individuel. Il a terminé 7e au championnat d'échecs arménien de 1999. 
Voici quelques résultats : 1er ex æquo à Częstochowa 1992 ; 1er à Tbilissi, 1996 ;  1er ex æquo à Passanaouri 1997 ; 4e ex æquo à New York 1998 ; 2e ex æquo à Moscou 2004 ; 6e ex æquo à Kuala Lumpur, 2006 ;  2e ex æquo à Tarakan 2008 ; 3e ex æquo à Kuala Lumpur 2008 ; 6e ex æquo à Séoul 2008. 
Nadanina a été entraîneur de l'équipe nationale du Koweït (1999-2001). Actuellement, il est l'entraîneur national de l'équipe de Singapour pour hommes (depuis 2005). Ses élèves comprennent les grands maîtres Gabriel Sargissian, Varuzhan Akobian et Davit G. Petrossian. En 2007, Nadanian se voit octroyer le titre d'entraîneur de la FIDE.

## Contributions à la théorie des ouvertures
Nadanian est réputé pour ses contributions à la théorie des ouvertures. Le plus notable est la variante Nadanian de la Défense Grünfeld (1.d4 Cf6 2.c4 g6 3.Cc3 d5 4.cxd5 Cxd5 5.Ca4).